# Star Girl
Star Girl – drugi singel poprockowego zespołu McFly z trzeciej płyty Motion in the Ocean. Szósty singel numer jeden UK Singles Chart na koncie zespołu. W 2015 roku singiel otrzymał status srebrnego.
W 2009 roku NASA zaproponowało rozmowę na żywo z astronautami dla 35 osób. Fani McFly zamiast rozmowy poprosili o utwór zespołu. Po zasypaniu NASA prośbami na Twitterze, agencja zgodziła się na emisję utworu "Star Girl" w kosmosie.

## Powstanie utworu
Utwór napisali Tom Fletcher, Danny Jones, Dougie Poynter, Harry Judd, Jason Perry, Julian Emery oraz Dan Carter. Początkowo utwór miał nosić tytuł "Good Night", jednak zespół stwierdzić, że tekst nie pasuje i napisali nowe słowa. Fletcher miał sen, w którym napisał utwór o miłości do kosmitki.

## McFlyday
Od 2010 roku, w każdy piątek podczas porannego programu BBC Radio 1 można było usłyszeć utwór "Star Girl". Chris Moyles, prowadzący program, nazywał piątki "McFlyday". 14 września 2012 roku, podczas ostatniego porannego programu z udziałem Moylesa, wyemitowano specjalną wersję utworu, zatytułowaną "Star Boy" przygotowaną i nagraną przez McFly specjalnie dla Chrisa. 

## Lista utworów

### UK CD1
1. "Star Girl"
2. "We Are the Young"

### UK CD2
1. "Star Girl"
2. "Silence Is a Scary Sound" (Live from the Manchester MEN)
3. "Transylvania"
4. "Star Girl" (U-Myx Version)
5. "Silence Is a Scary Sound" (Live from the Manchester MEN – Teledysk)
6. "Just My Luck DVD Trailer"

### UK DVD Single
1. "Star Girl"
2. "Star Girl" (Teledysk)
3. "Behind the Scenes Footage" (From the 'Just My Luck' Set)
4. "Harry's Scene in Just My Luck"